# Fernando Martín Croxatto
Fernando Martín Croxatto (Morón, 25 de setembro de 1956) é um clérigo argentino e bispo católico romano de Neuquén.
Fernando Martín Croxatto recebeu o sacramento da ordenação em 6 de dezembro de 1986 do Arcebispo de Buenos Aires, cardeal Juan Carlos Aramburu. Em 2000 foi incardinado na diocese de San Roque de Presidencia Roque Sáenz Peña.
O Papa Francisco nomeou-o bispo titular de Fissiana e bispo auxiliar de Comodoro Rivadavia em 13 de março de 2014. Foi ordenado bispo pelo Bispo Emérito de San Roque de Presidencia Roque Sáenz Peña, José Lorenzo Sartori, em 17 de maio do mesmo ano. Os co-consagradores foram o Bispo de Comodoro Rivadavia, Joaquín Gimeno Lahoz, e o Bispo de San Roque de Presidencia Roque Sáenz Peña, Hugo Nicolás Barbaro.
O Papa Francisco nomeou-o Bispo de Neuquén em 3 de agosto de 2017. A posse ocorreu no dia 22 de setembro do mesmo ano.